# Campo das Vertentes
 (février 2025).
Si vous disposez d'ouvrages ou d'articles de référence ou si vous connaissez des sites web de qualité traitant du thème abordé ici, merci de compléter l'article en donnant les références utiles à sa vérifiabilité et en les liant à la section « Notes et références ».
Le Campo das Vertentes est l'une des 12 mésorégions de l'État du Minas Gerais. Elle regroupe 36 municipalités groupées en 3 microrégions.

## Données
La région compte 546 007 habitants pour 12 564 km2.

## Microrégions
La mésorégion du Campo das Vertentes est subdivisée en 3 microrégions :
- Barbacena
- Lavras
- São João del-Rei